# Eosentomon yosemitense
Eosentomon yosemitense är en urinsektsart som beskrevs av Ewing 1927. Eosentomon yosemitense ingår i släktet Eosentomon och familjen trakétrevfotingar. Inga underarter finns listade i Catalogue of Life.